# Морін Ф. Мак-Г'ю
Морін Ф. Мак-Г'ю (англ. Maureen F. McHugh) — американська письменниця у жанрі наукової фантастики.

## Біографія
Народилася 13 лютого 1959 року у місті Лавленд, Огайо, США. Навчалася в Університеті Огайо та Нью-Йоркському університеті, де 1984 року здобула ступінь магістра з англійської літератури. Цілий рік викладала у місті Шицзячжуан, Китай.
1988 року під чоловічим псевдонімом опублікувала своє перше оповідання «Усе за один робочий день» (All in a Day's Work). 1992 року одружилася з Бобом Єгером. Цього ж року світ побачив перший роман письменниці — «Китайська гора Джан», який здобув премію Джеймса Тіптрі-молодшого та був номінований на премію «Г'юго» та «Неб'юла». З того часу опублікувала ще цілу низку оповідань та три романи — «Половина дня — це ніч» (1994), «Дитина місії» (1998) та «Некрополіс» (2001).
2004 року у неї діагностували лімфогранулематоз, хворобу, яку зрештою їй вдалося побороти. 2009 року стала співзасновницею компанії «No Mimes Media», яка спеціалізується на розробці відеоігор альтернативної реальності. Перед тим також працювала на компанію «4orty2wo Entertainment».

## Нагороди
- 1993 — Премія «Локус» за роман «Китайська гора Джан» (англ. «China Mountain Zhang»)
- 1993 — Премія Джеймса Тіптрі-молодшого за роман «Китайська гора Джан»
- 1933 — Премія «Лямбда» за роман «Китайська гора Джан»
- 1996 — Премія «Г'юго» за оповідання «Потяг Лінкольна[en]» (англ. «The Lincoln Train»)
- 1996 — Премія «Локус» за оповідання «Потяг Лінкольна»

### Романи
- «Китайська гора Джан» (англ. «China Mountain Zhang») (1992) — події відбуваються у Китаї XXII століття, який після революції в США став новим світовим лідером. Молодий гей на ймення Занг Зонг Шен покидає Америку та переїжджає до Шанхаю, аби зрештою віднайти себе;
- Half the Day Is Night (1994) — «Половина дня — це ніч» —  — розповідає про професійного охоронця у підводному місті, яке стало місцем таємничих секретів;
- Mission Child (1998) — «Дитина місії» —  — протягом кількох поколінь планета-колонія втатила будь-який зв'язок з людською цивілізацією та стала жертвою технологічного регресу. Головною героїнею є дівчина Джанна, яка досліджує свій гендер
- Nekropolis (2001) — «Некрополіс» —  — рабиня та синтетичний чоловік тікають від свого володаря. Події відбуваються у Марокко майбутнього, де традиційні культурні цінності перетинаються з просунутими технологіями та спричиняють цілий ряд проблем.

### Збірки
- Mothers and Other Monsters (2005) — «Матері та інші монстри»
- After the Apocalypse (2011) — «Після Апокаліпсису»

### Ігри альтернативної реальності
- Year Zero: письменниця (2007)
- Last Call Poker: письменниця та головна редакторка (2005)
- I Love Bees: письменниця та головна редакторка (2004)